# Hugo Fetting
Hugo Fetting (* 1923 in Marienhof; † 11. März 2020 in Berlin) war ein deutscher Theaterwissenschaftler.

## Leben
Hugo Fetting besuchte in Güstrow Volks- und die Handelsschule und wurde wie sein Vater Eisenbahner, bevor er als Soldat einberufen wurde. Im Jahr 1946 trat er in die SPD ein; bei der Zwangsvereinigung von SPD und KPD zur SED trat er wieder aus. Über die Begabtenprüfung erlangte er im Jahr 1952 – inzwischen war die DDR gegründet – die Zulassung zum Studium und studierte Germanistik, Theaterwissenschaft und Kunstgeschichte in Rostock und Ost-Berlin.
Er war von 1952 an Mitarbeiter der Akademie der Künste der DDR. Er wurde im Jahr 1978 in Greifswald mit einer Dissertation über den preußischen Theaterleiter August Wilhelm Iffland promoviert. Er arbeitete auch für die Deutsche Staatsoper Berlin und war seit den 1970er Jahren bei der Akademie der Wissenschaften der DDR beschäftigt. Er gab, vornehmlich im Auftrag der beiden Akademien, verschiedene Theaterschriften und Tonträger heraus; als sein Spezialgebiet gilt Max Reinhardt. Fetting ist der Verfasser der ersten Ernst Busch-Biografie, die 1965 im Henschel-Verlag erschien. In den 1980er Jahren wurden seine journalistischen Beiträge zum Theatergeschehen in der DDR auch in Zeitungen der Bundesrepublik veröffentlicht.
Im Jahr 2013 wurde bekannt, dass Fetting 2010 seine private theaterhistorische Sammlung der Berliner Akademie der Künste zum Kauf angeboten hatte, darunter eine Briefsammlung des preußischen Theaterleiters August Wilhelm Iffland. Er gab an, dass er diese in den 1950er Jahren in Berlin vor der Zerstörung oder dem Verlust gerettet habe. Recherchen ergaben, dass Fettings Darstellung der Ereignisse wenig wahrscheinlich ist. Zwischen 1929 und 1945 hatte sich die Briefsammlung aus dem Archiv der Preußischen Staatstheater im Bestand des bei Kriegsende aufgelassenen Berliner Theatermuseums befunden.
Fetting wohnte viele Jahre im Berliner Stadtteil Prenzlauer Berg.

## Schriften
- (Hrsg.): Max Reinhardt. Ich bin nichts als ein Theatermann. Briefe, Reden, Aufsätze, Interviews, Gespräche, Auszüge aus Regiebüchern. Henschel, Berlin 1989.
- (Hrsg.): Von der Freien Bühne zum politischen Theater: Drama und Theater im Spiegel der Kritik. Reclam, Leipzig 1987.
- mit Klaus Hermsdorf und Silvia Schlenstedt: Exil in den Niederlanden und in Spanien. Reclam, Leipzig 1981.
- (Hrsg.): Alfred Kerr. Mit Schleuder und Harfe. Theaterkritiken aus drei Jahrzehnten. Henschel, Berlin 1981.
- Das Repertoire des Berliner Königlichen Nationaltheaters unter der Leitung von August Wilhelm Iffland (1796-1814) bei Berücksichtigung der künstlerischen Prinzipien und kulturpolitischen Wirkungsfaktoren seiner Gestaltung. Greifswald 1978 (Univ., Diss. A).
- (Hrsg.): Max Reinhardt. Über Schauspielkunst. Verband der Theaterschaffenden der DDR, Berlin 1973.
- mit Herbert Ihering: Ernst Busch. Henschel, Berlin 1965.
- Max Burghardt. Henschel, Berlin 1965.
- (Hrsg.): Otto Brahm. Theater, Dramatiker, Schauspieler. Deutsche Akademie der Künste, Henschel, Berlin 1961.
- Die Geschichte der Deutschen Staatsoper. Henschel, Berlin 1955.
- (Hrsg.): Conrad Ekhof: Ein Schauspieler des 18. Jahrhunderts. Deutsche Akademie der Künste, Henschel, Berlin 1954.